# Octadecanolid
Octadecanolid ist ein Naturstoff aus der Gruppe der Lactone bzw. Makrolide.

## Vorkommen

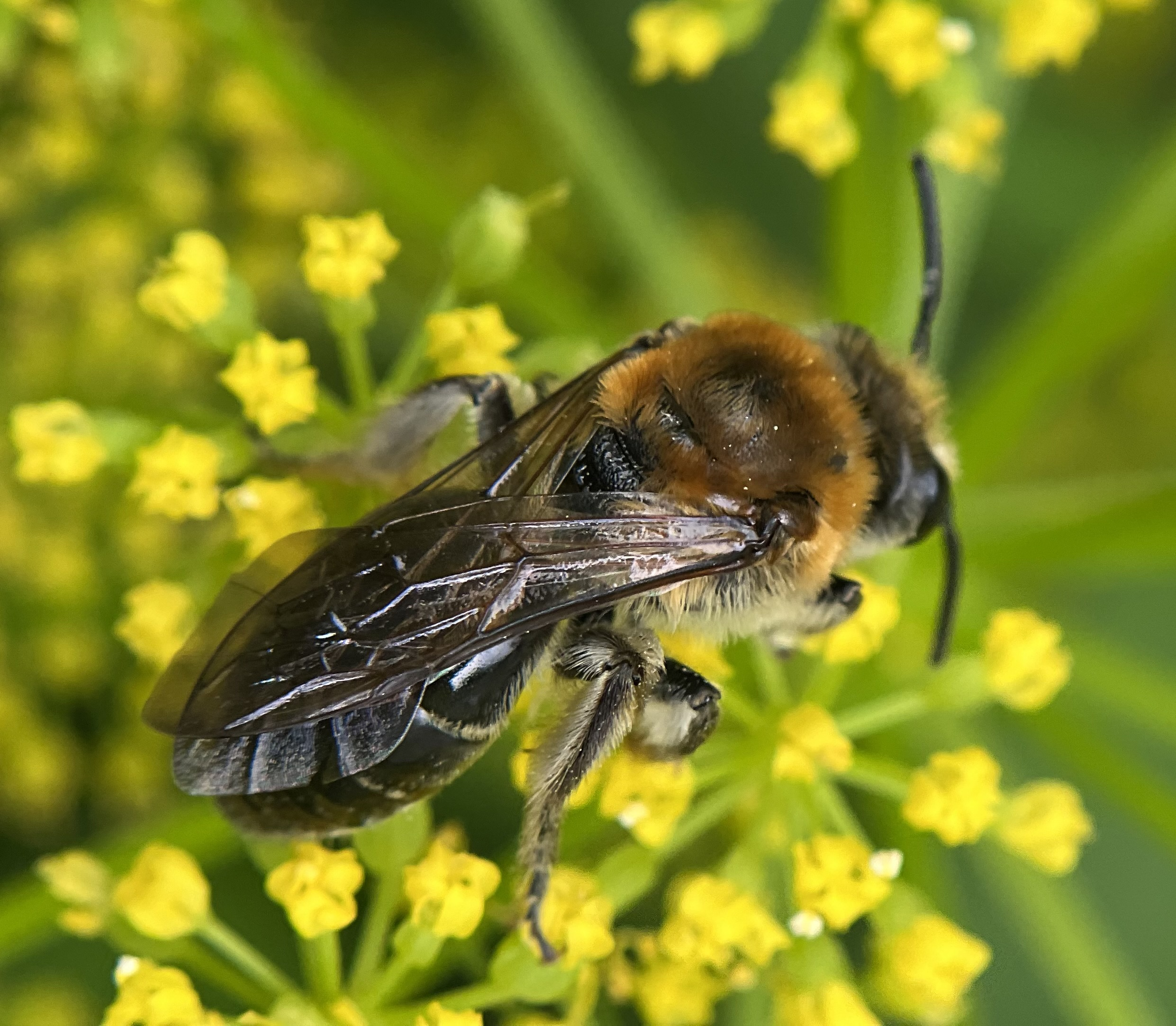
Das Sekret vieler Bienen, z. B. jenes der abgebildeten Colletes thoracius, enthält Octadecanolid

Verschiedene Arten von Bienen, z. B. der Familien Halictidae oder Colletidae verfügen über Makrolide in den Dufour-Drüsen. Bei der Eiablage wird daraus ein linearer, hydrophober Polyester produziert, der das Nest schützt. Oft ist Octadecanolid eine der Hauptkomponenten, obwohl auch Eicosanolid und Docosanolid, sowie bei einigen Arten Hexadecanolid und Tetracosanolid vorkommen. Arten der Gattung Seidenbienen haben hauptsächlich Octadecanolid und Eicosanolid. Bei den meisten Arten der Gattung Lasioglossum ist Octadecanolid die wichtigste Komponente oder eine der wichtigsten. Bei der Art Lasioglossum zephyrum sind mehrere Makrolide, darunter Octadecanolid, auch wichtige Bestandteile des Sexpheromons. Auch in den Gattungen Agapostemon, Dialictus und Halictus sowie bei Augochloropsis metallica u. a. ist Octadecanolid ein wichtiger Bestandteil des Sekrets der Dufour-Drüsen. Auch bei der Bienenart Panurgus banksianus aus der Gattung der Zottelbienen (aus einer anderen Familie), ist Octadecanolid die Hauptkomponente des Sekrets.

## Synthese
Octadecanolid kann aus ω-Hydroxystearinsäure durch Katalyse mit Bortrifluorid-Etherat und Polystyrolperlen hergestellt werden. Die intramolekulare Veresterung der Säure gelingt auch durch Katalyse mit Cyanurchlorid. Eine Ringschluss-Metathese ausgehend vom Ester der 9-Decensäure mit 9-Decen-1-ol ist ebenfalls möglich.